# Grabštejn
Grabštejn (dříve také Olsytz, Wlsitz nebo Grafenstein) je původně gotický hrad ze 13. století, který byl v 16. století přestavěn na výstavný renesanční zámek. Grabštejn leží v Čechách, při údolí Lužické Nisy, nad vesnicí Chotyně nedaleko Hrádku nad Nisou. Zámek je ve vlastnictví státu a je spravován Národním památkovým ústavem. Je přístupný veřejnosti.

## Historie
O tom, kdy byl původní hrad Grafenštejn založen, dodnes nepanuje mezi historiky shoda. Jisté však je, že se zde ve druhé polovině 13. století, v době vlády Přemysla Otakara II., objevují purkrabí z Donína, pánové na Grafenštejně. Donínové hrad drželi po tři století.
V 15. století, za husitských válek, byl hrad několikrát se střídavými úspěchy dobýván, jednou však odolal i útoku vojsk Šestiměstí. Ve druhé polovině 16. století jej však Donínové pro dluhy a spoluvlastnické problémy prodali císařskému radovi a zemskému místokancléři Jiřímu Mehlovi ze Střelic. Ten jej během dvaceti let (1566–1586) nechal přebudovat na renesanční zámek a nechal pod ním vystavět poplužní dvůr. Během těchto mohutných úprav, dotýkajících se horního i dolního hradu, byla původní kaple svaté Barbory opatřena vynikající malířskou výzdobou. Díky této výzdobě a také náročnému vnitřnímu vybavení je kaple považována za jednu z perel renesance a raného manýrismu v Čechách. Autorem maleb v kapli je nejspíše Heinrich Bocksberger, malíř salcburského původu, pokládaný též za autora slavného, tzv. Malého postního plátna v blízké Žitavě. Kvůli zhoršenému postavení u dvora po nástupu Rudolfa II. a následným finančním těžkostem však byl roku 1586 Mehl nucen zámek opustit.
Zámek od něj získal nejprve Ferdinand Hoffmann z Grünbühelu, po něm rod Černousů, pak Nosticové a Trauttmansdorffové. Během té doby uplynula třicetiletá válka – na jejím začátku roku 1622 vyhořela velká hradní věž, v jejím průběhu hrad obsadila roku 1645 švédská posádka a po jejím skončení bylo na příkaz císaře roku 1655 strženo původně mohutné hradební opevnění. Roku 1704 prodal Jan Josef z Trauttmannsdorffu zámek hraběti Janu Václavu Gallasovi. Gallasové a po nich Clam-Gallasové provedli na zámku několik přestaveb. Roku 1818 dostal dolní zámek zásluhou Kristiána Kryštofa Clam-Gallase dnešní klasicistní podobu a kolem něj vznikl park s mnoha vzácnými dřevinami. V roce 1930 zemřel poslední mužský příslušník rodu František Clam-Gallas a hrad a zámek Grabštejn zdědila jeho dcera Marie, provdaná Podstatzká z Liechtensteinu. Komplex využívala spolu s rodinou až do jeho konfiskace na základě dekretů prezidenta republiky Edvarda Beneše v roce 1945, kdy byli Clam-Gallasové nuceni kraj (v dobytčím vagónu) opustit. Následně byl ještě v nejnutnější míře udržován.
Roku 1953 se však na zámku usídlila Československá lidová armáda. Po odchodu armády z horního hradu na dolní Nový zámek roku 1973 začala zkáza celého hradu, kdy hrad nemající majitele hodně rychle chátral a během několika let se z něj stala téměř zřícenina. Záchranné práce začaly roku 1988 a trvaly do roku 2010, během této doby byly původně značné škody postupně zahlazovány.
| Rok  | Počet návštěvníků |
| ---- | ----------------- |
| 2015 | 17 011            |
| 2016 | 19 308            |
| 2017 | 17 478            |

Funkci grabštejnského kastelána zastával v letech v letech 1991–2013 Jan Sedlák, kterého na začátku roku 2014 vystřídala Iva Bártová. Ta ve funkci působila do roku 2020, kdy se novou kastelánkou stala Věra Ozogánová. Dolní zámek a přilehlý park využívá Armáda České republiky k výcviku služebních psů a jako základnu armádních psovodů.

## Stavební podoba

### Horní zámek
Původní hrad ze 13. století patřil k dvoudílným hradům bergfritového typu. Tvořilo jej předhradí, na které na severu navazovalo hradní jádro s palácem a volně stojícím bergfritem. Původně dvoupatrový trojprostorový palác stával podél severní hradby. Nejspíše v 15. století byla přistavěna budova mezi palácem a věží, která sloužila jako hradní kaple, další trojdílná budova vznikla podél východní hradby. Během období pozdní gotiky a renesance bylo razantně přestavěno předhradí. Na východní straně, kde se původně mohl nacházet široký parkán, byla postavena rozměrná budova s průjezdem a jižní hradbu zesílily dvě polookrouhlé a dovnitř otevřené dělostřelecké bašty. Renesanční budovy poté obklopily i zbývající strany prvního nádvoří.
Fasády dvoupatrových budov na prvním nádvoří jsou zdobené sgrafitovou rustikou. Vnější úprava pochází z roku 1843, ale řešení interiérů je barokní. Dochovaná podoba bergfritu je výsledkem novogotických úprav z roku 1846.
Na návrší východně od zámku jsou patrné pozůstatky obléhacího tábora z 15. století. Dochovaly se z něj stopy opevnění velitelského stanoviště a postavení obléhacích zbraní.

### Nový zámek
Na severním úpatí hradního vrchu stojí areál Nového zámku. Tvoří jej zejména empírová dvoupatrová obdélná budova se středovým rizalitem, naproti které stojí jednopatrový hostinský dům se sedmi okenními osami.

## Fotogalerie

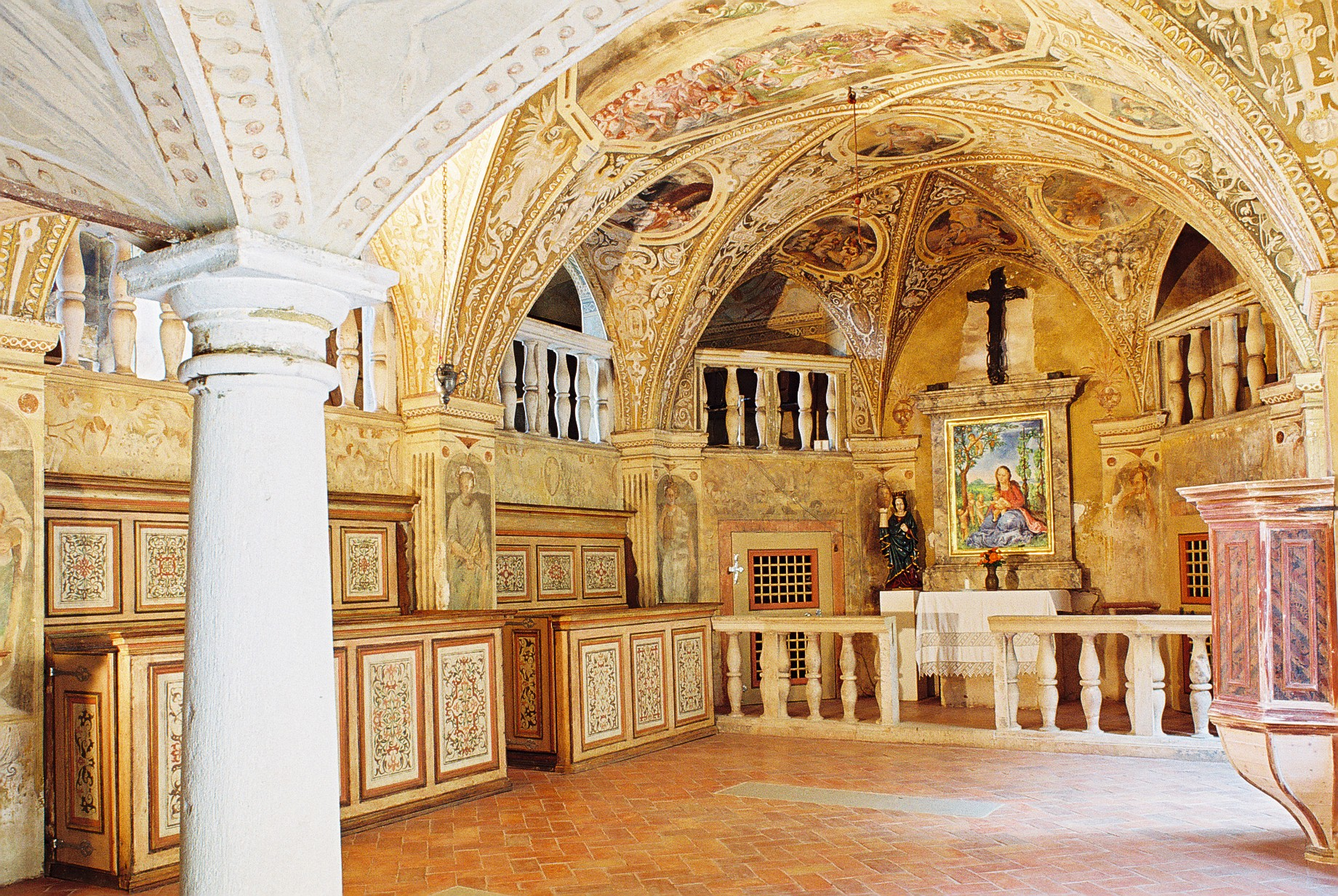
Kaple svaté Barbory
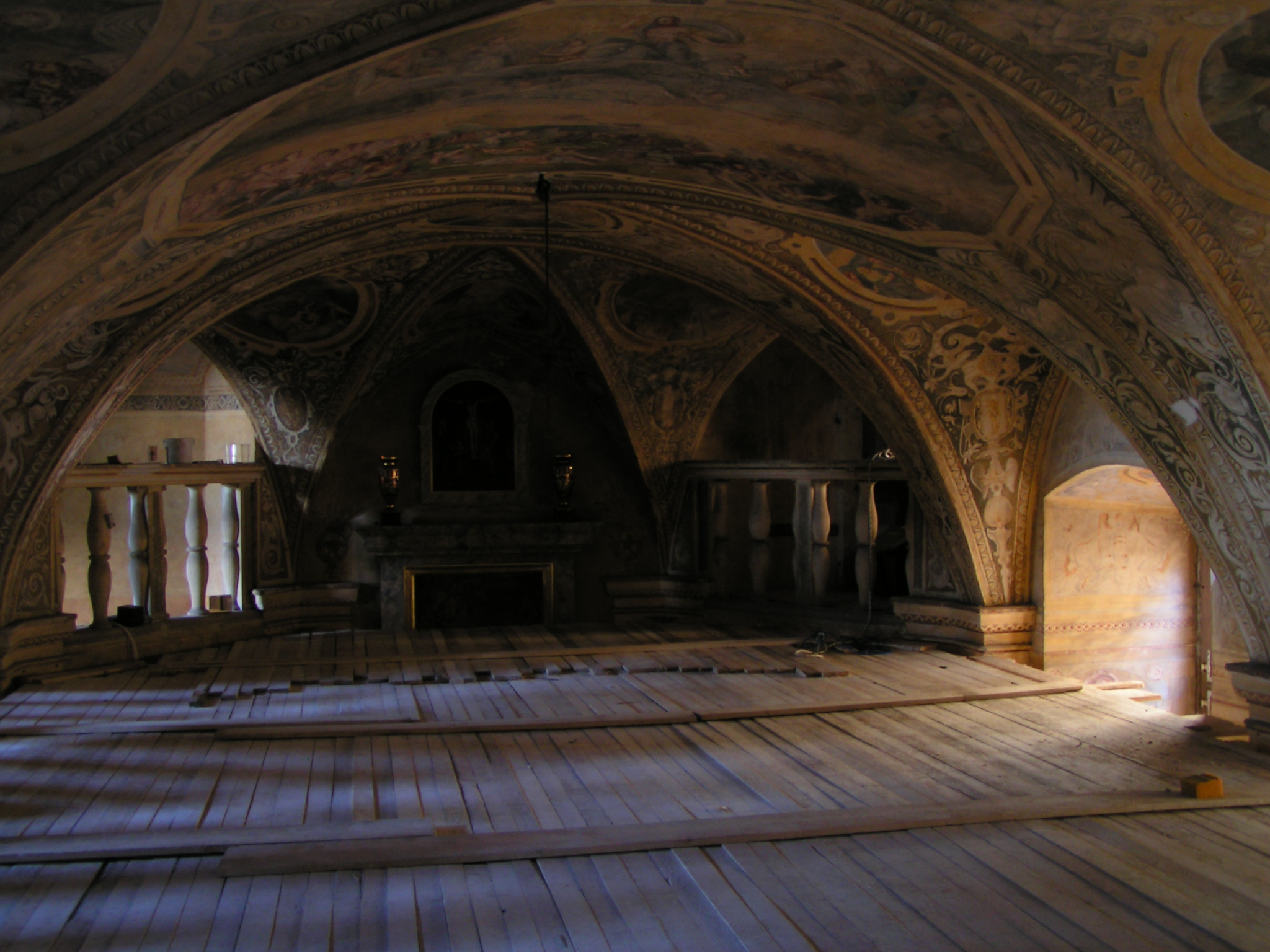
Strop kaple svaté Barbory
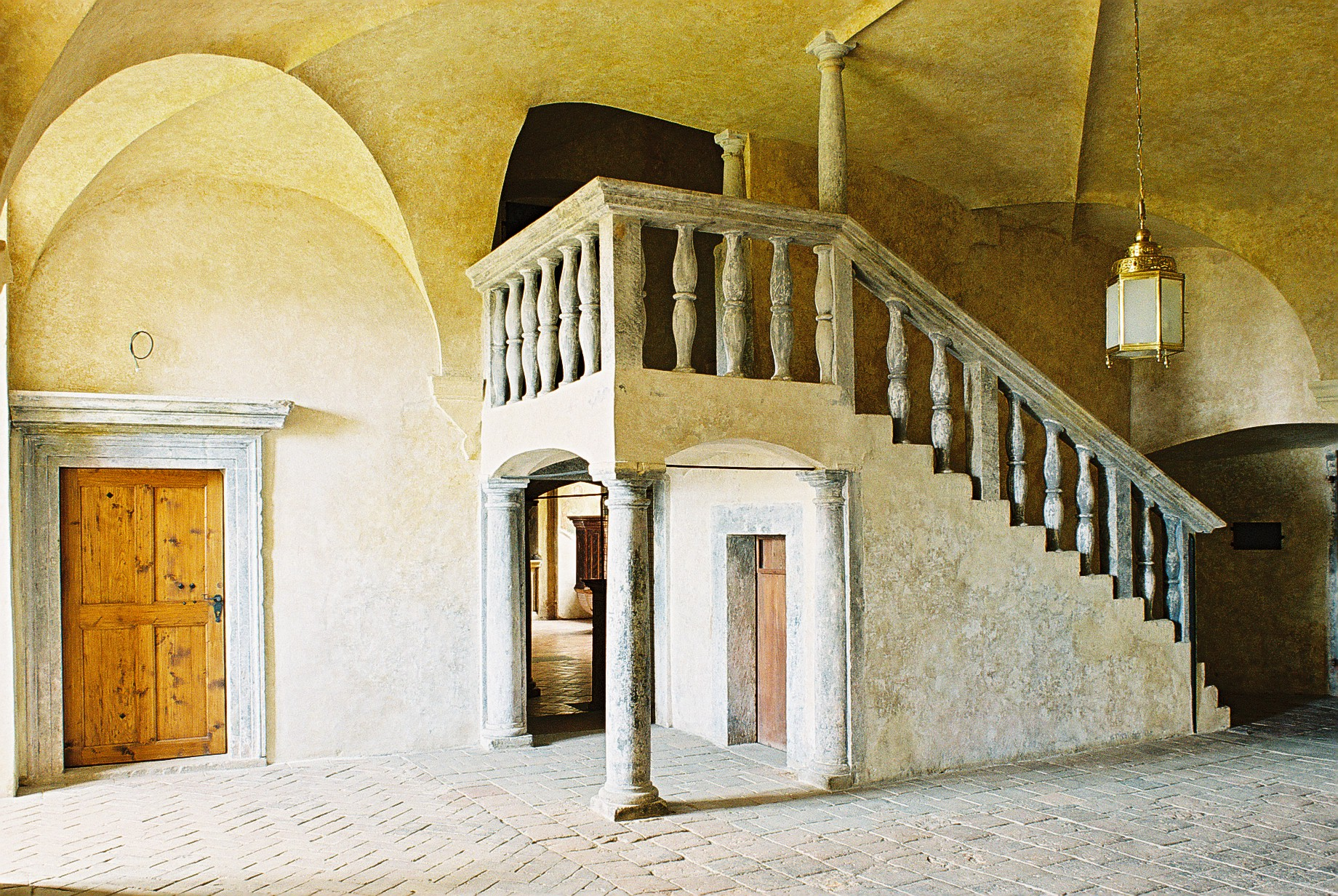
Vstupní místnost
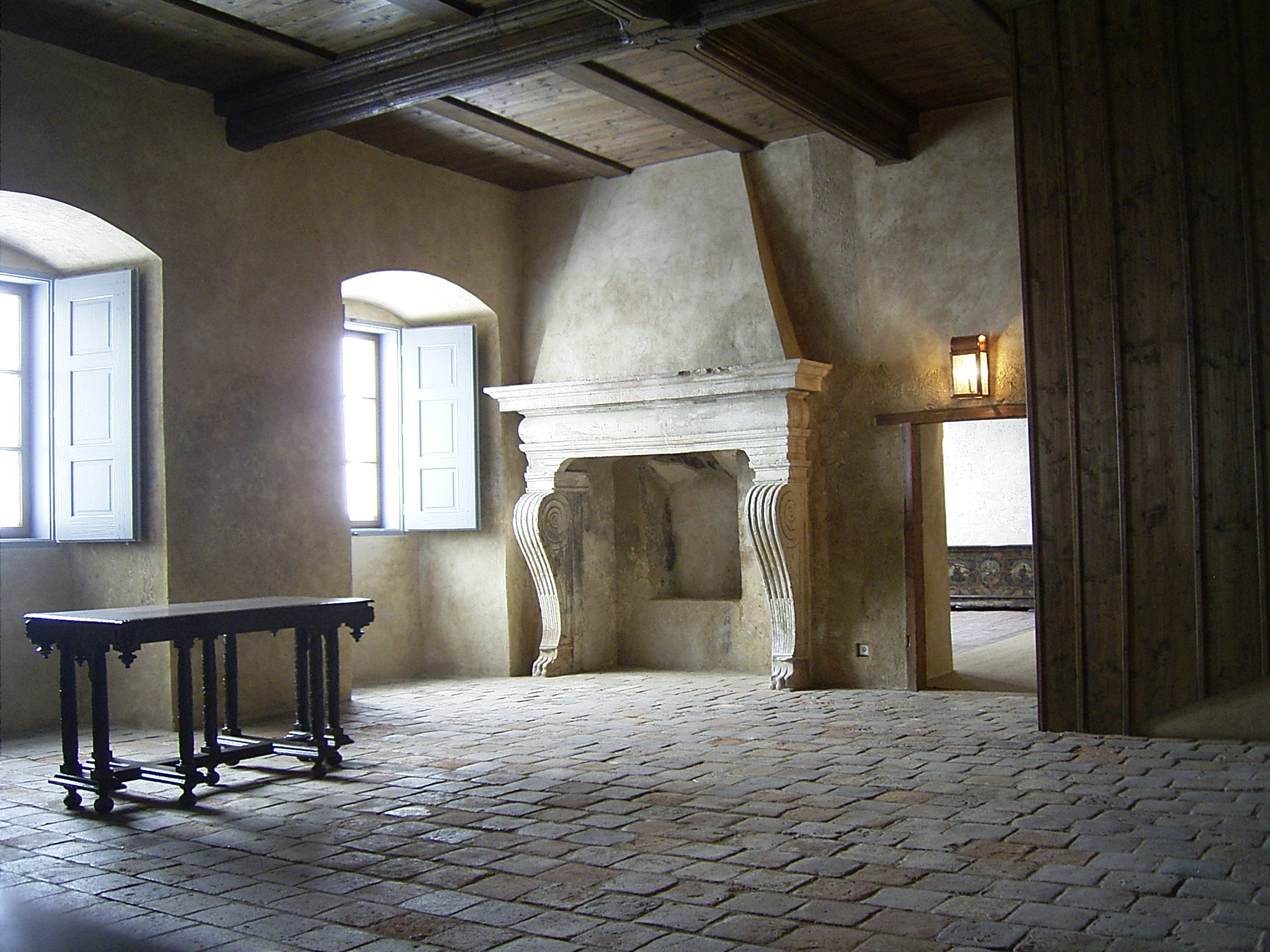
Místnost s krbem

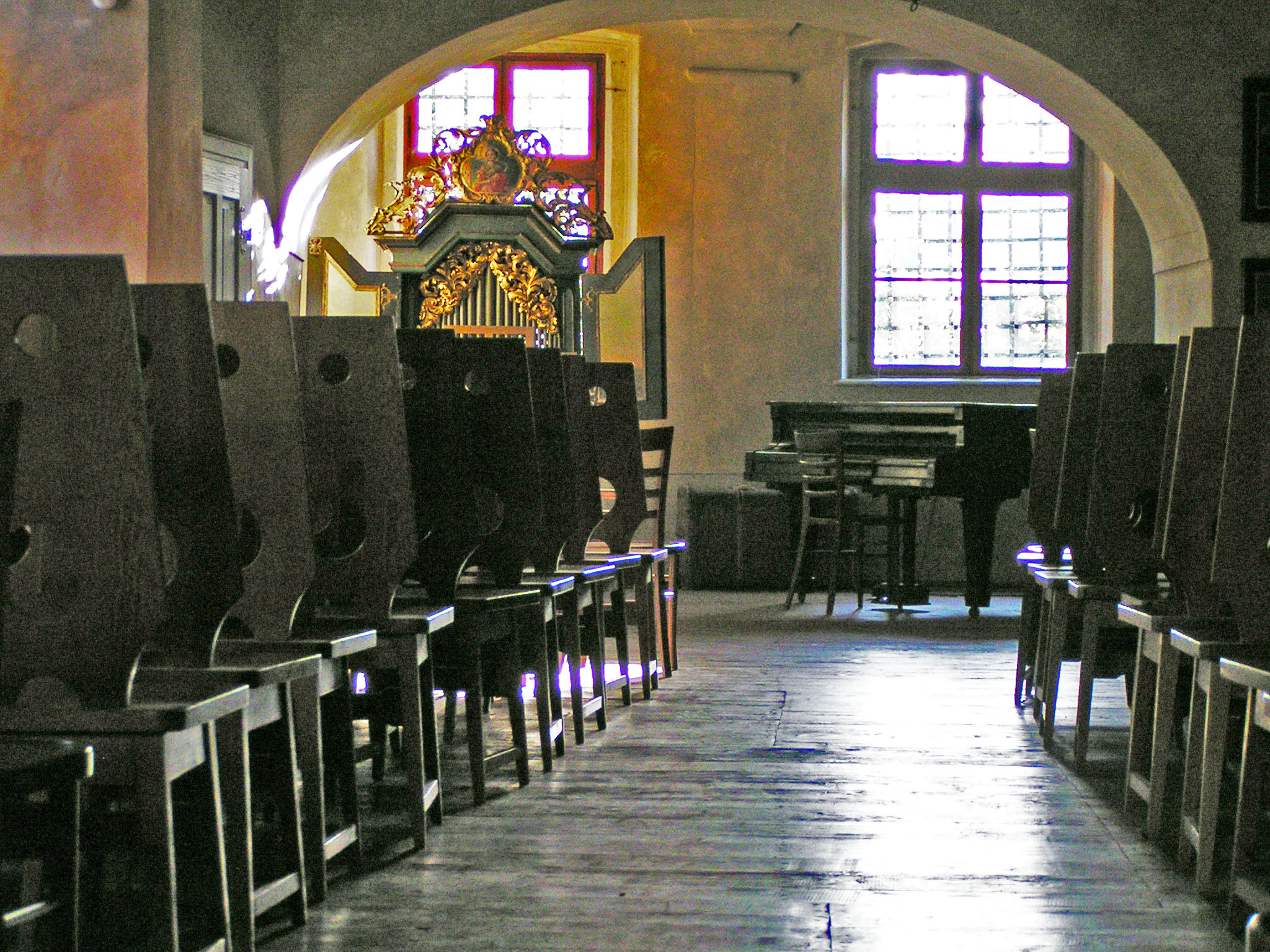
Velký sál
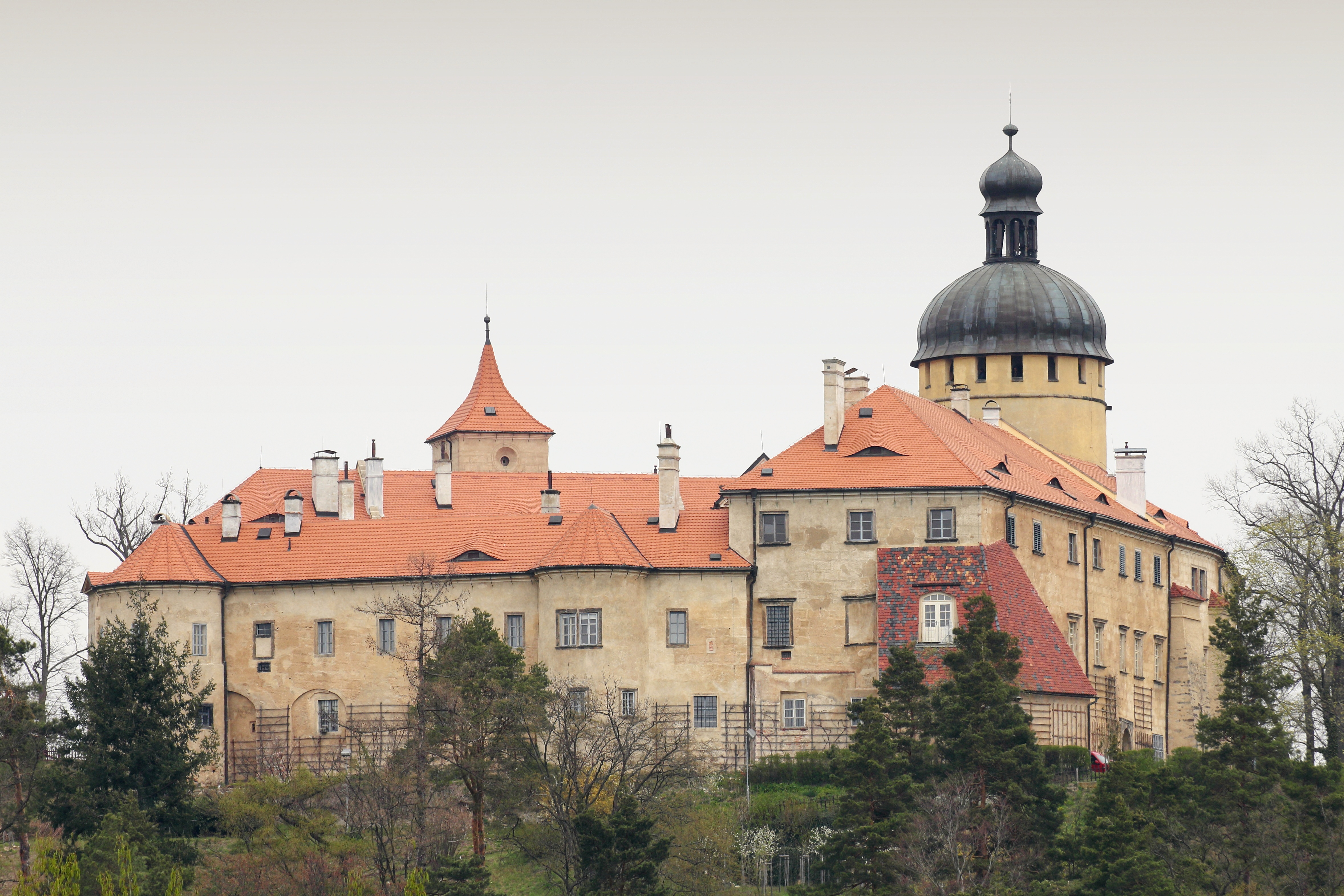
pohled od jihu
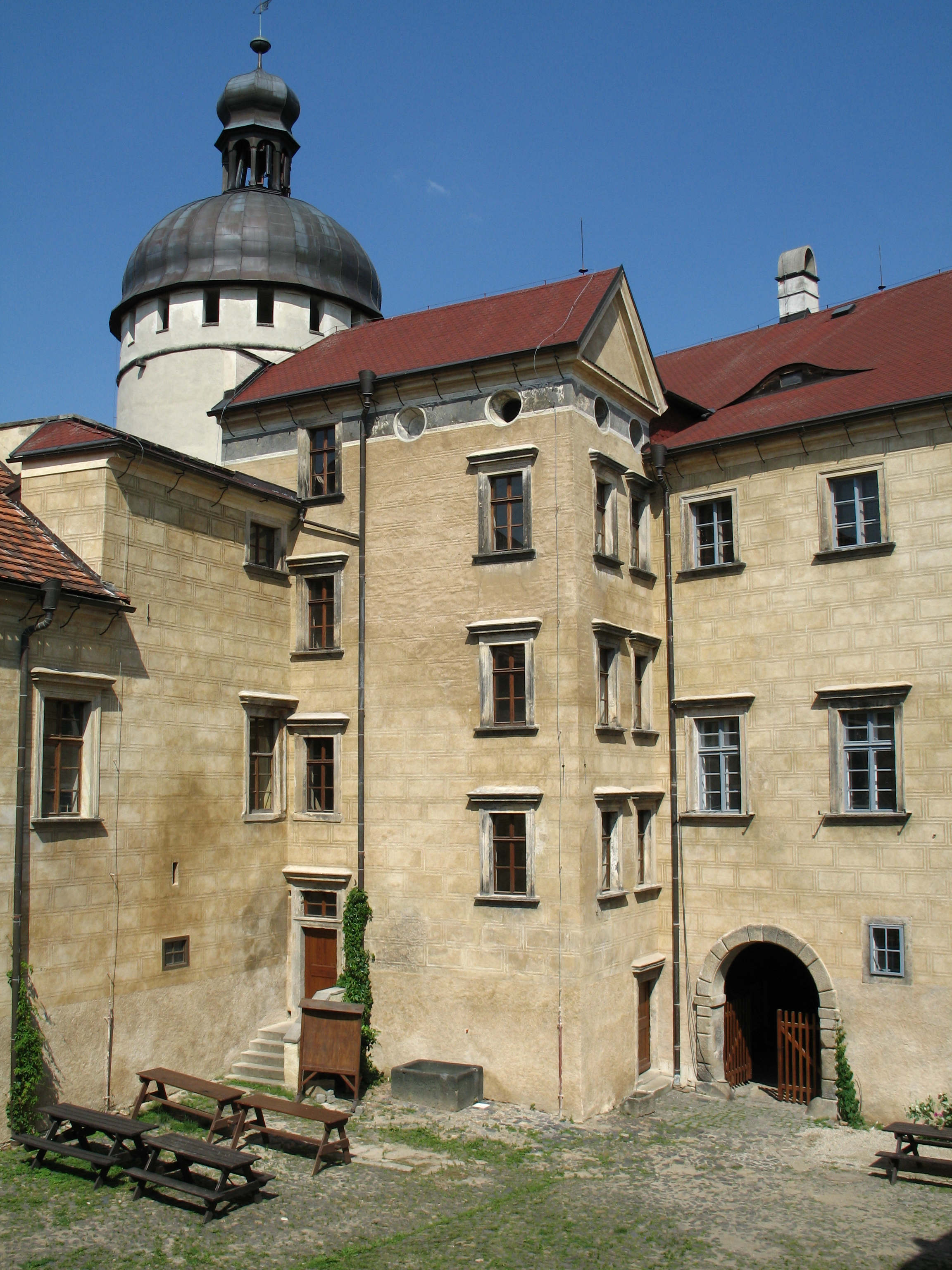
Nádvoří
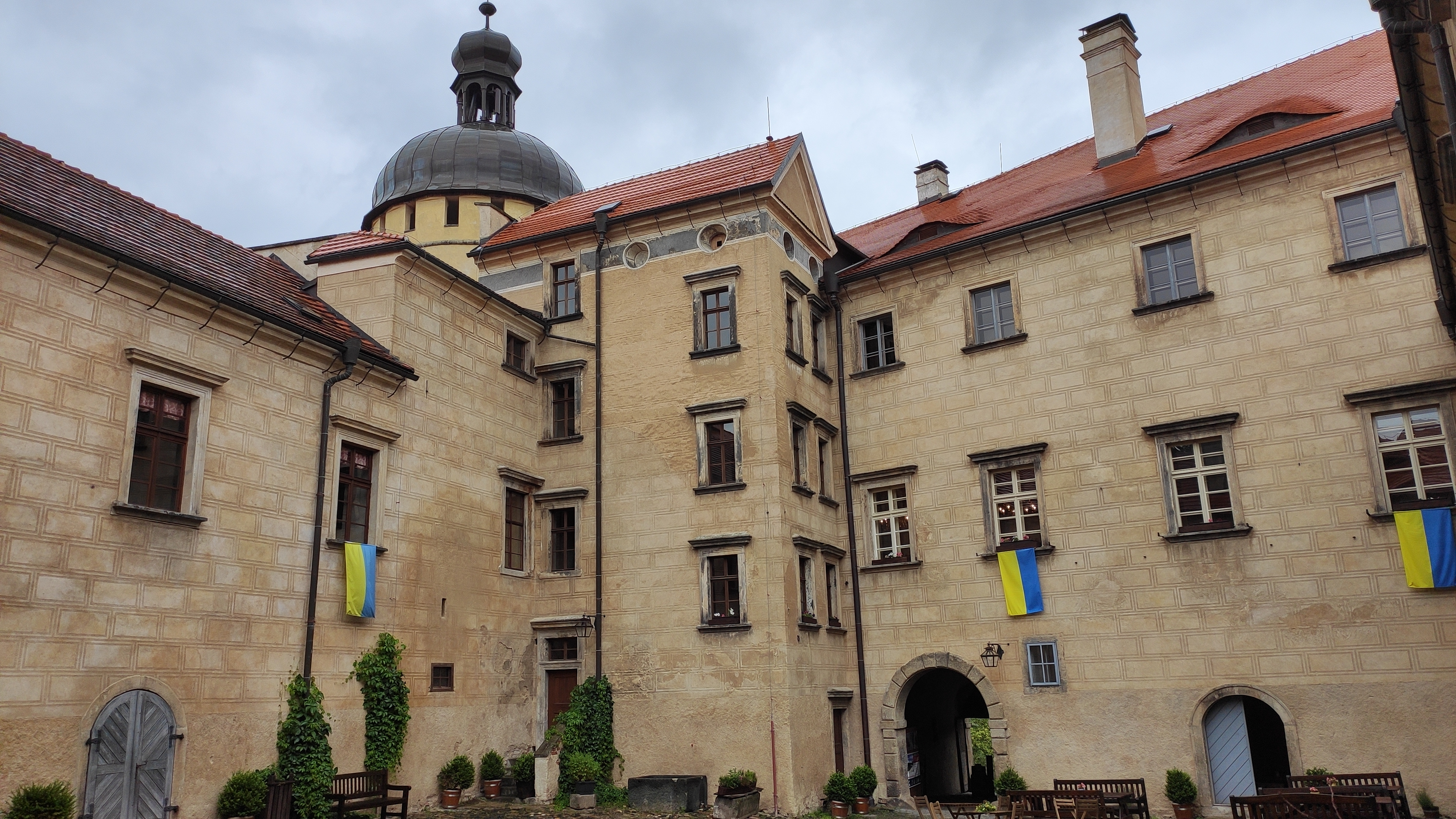
nádvoří
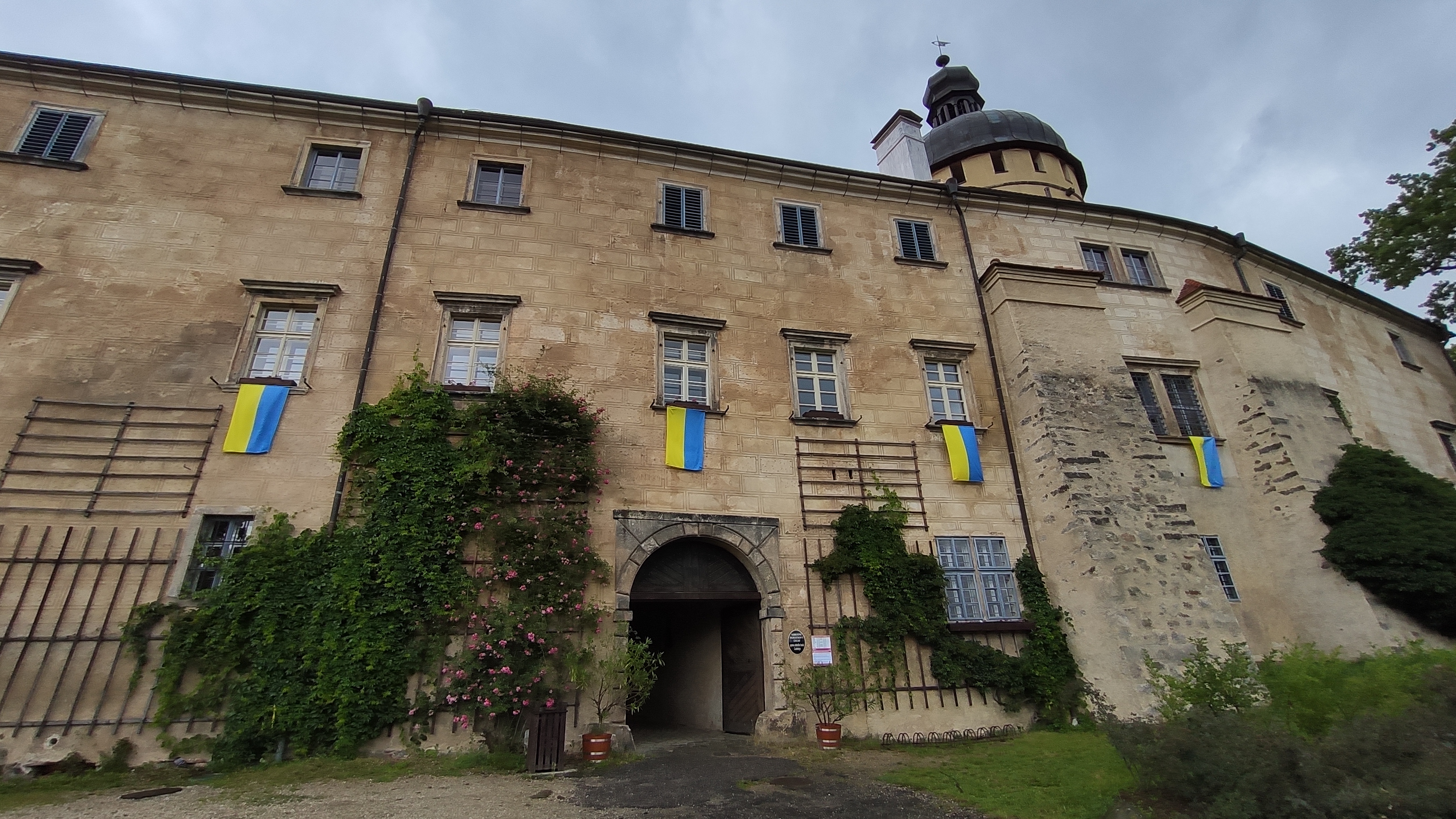
vstupní brána